# Balfour (Dakota del Nord)
Balfour és una població dels Estats Units a l'estat de Dakota del Nord. Segons el cens del 2000 tenia 20 habitants.

## Demografia
Segons el cens del 2000, Balfour tenia 20 habitants, 14 habitatges, i 6 famílies. La densitat de població era de 15,8 hab./km².
Dels 14 habitatges en un 0% hi vivien nens de menys de 18 anys, en un 35,7% hi vivien parelles casades, en un 0% dones solteres, i en un 57,1% no eren unitats familiars. En el 57,1% dels habitatges hi vivien persones soles el 7,1% de les quals corresponia a persones de 65 anys o més que vivien soles. El nombre mitjà de persones vivint en cada habitatge era d'1,43 i el nombre mitjà de persones que vivien en cada família era de 2.
Per edats la població es repartia de la següent manera: un 0% tenia menys de 18 anys, un 5% entre 18 i 24, un 25% entre 25 i 44, un 45% de 45 a 60 i un 25% 65 anys o més.
L'edat mediana era de 54 anys. Per cada 100 dones de 18 o més anys hi havia 122,2 homes.
La renda mediana per habitatge era de 7.917 $ i la renda mediana per família de 20.625 $. Els homes tenien una renda mediana de 0 $ mentre que les dones 0 $. La renda per capita de la població era de 5.408 $. Entorn del 33,3% de les famílies i el 69,2% de la població estaven per davall del llindar de pobresa.

## Poblacions més properes
El següent diagrama mostra les poblacions més properes.